# Xylophanes chiron
Xylophanes chiron là một loài bướm đêm thuộc họ Sphingidae. Nó có thể được tìm thấy ở México down tới miền bắc Argentina và in Guadeloupe, Martinique và Jamaica.

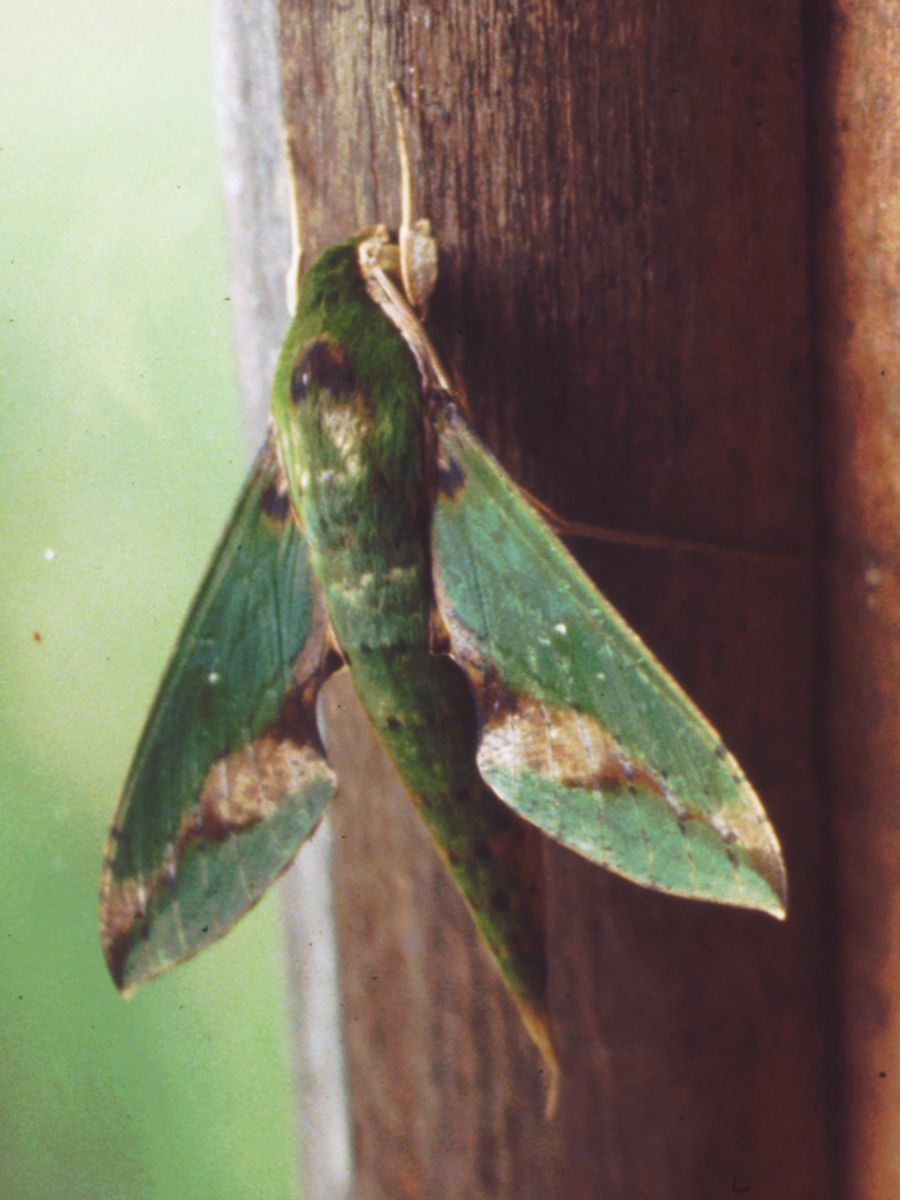

The wingspan range is 77–81 mm.
Ấu trùng ăn các loài Rubiaceae.

## Phụ loài
- Xylophanes chiron cubanus Rothschild & Jordan, 1906
- Xylophanes chiron lucianus Rothschild & Jordan, 1906
- Xylophanes chiron nechus (Cramer, 1777)

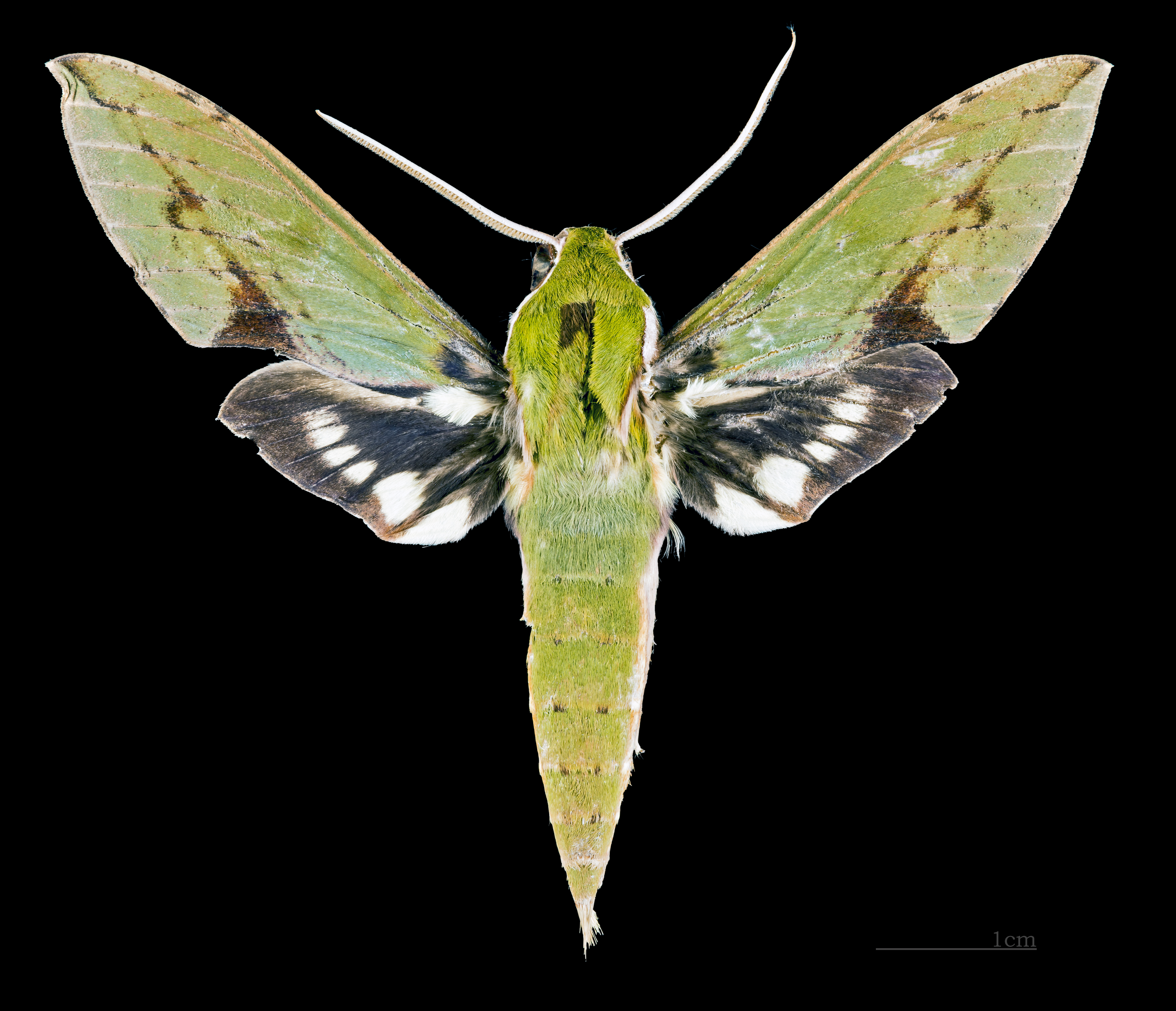
Xylophanes chiron nechus ♂
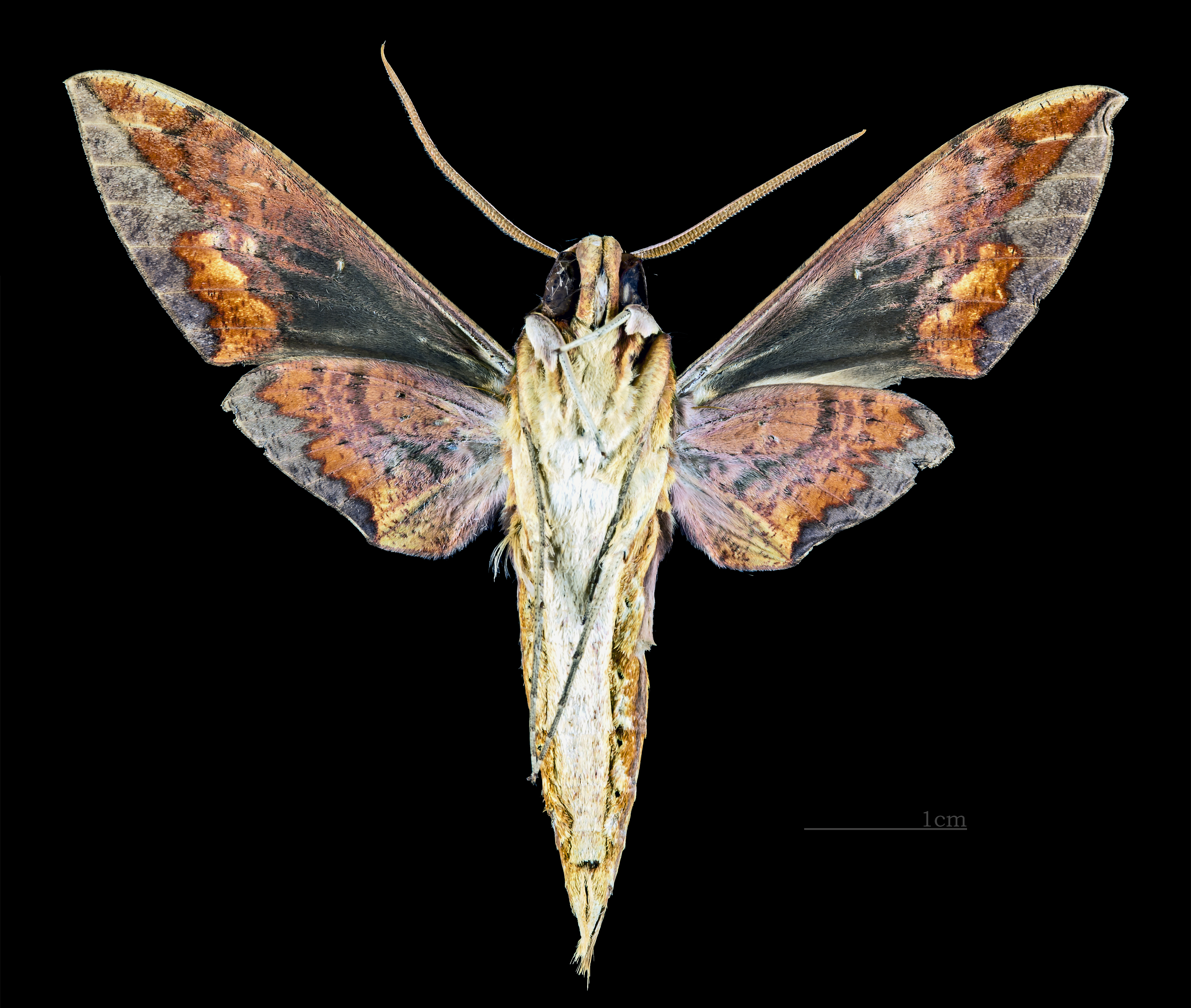
Xylophanes chiron nechus ♂  △
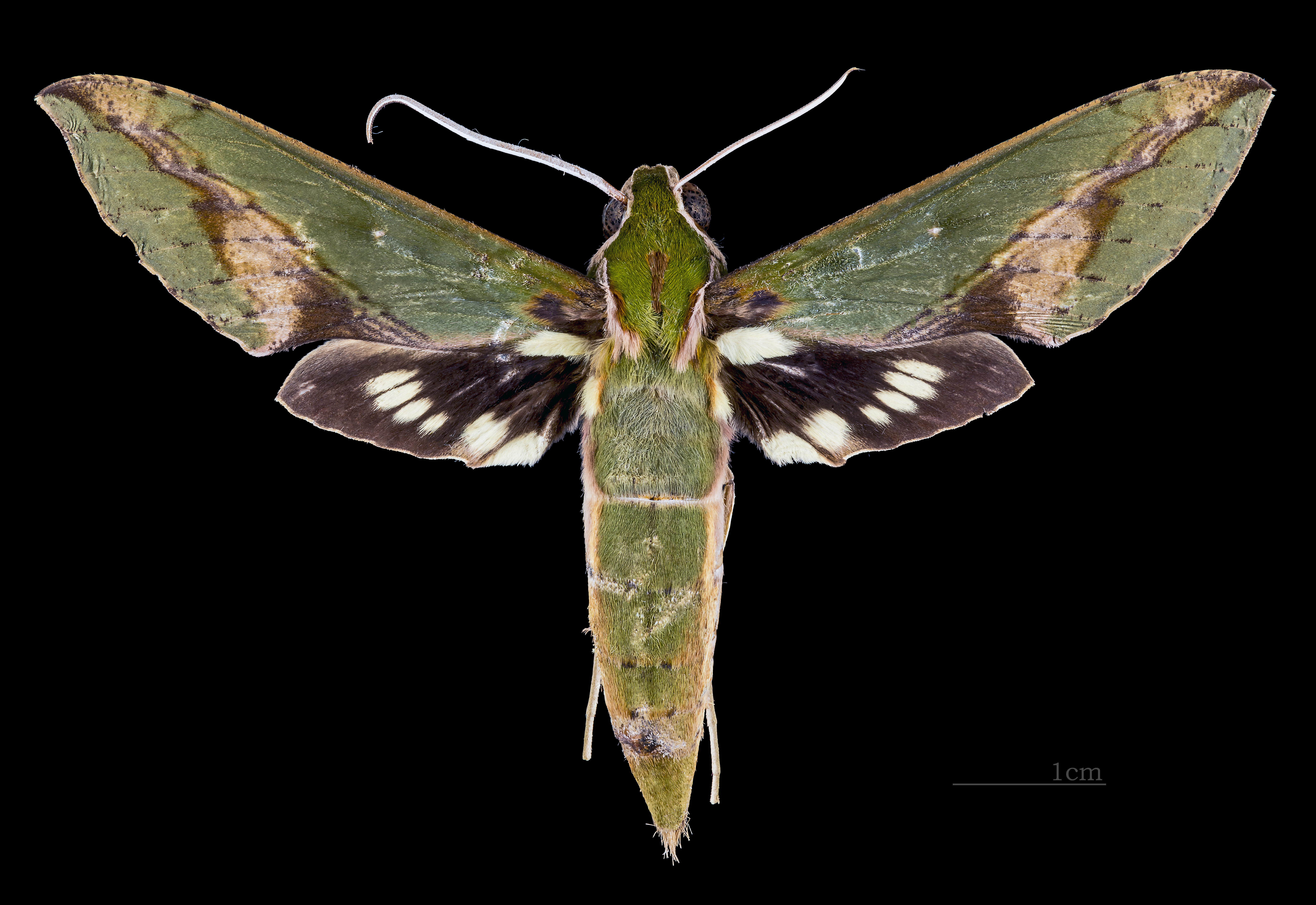
Xylophanes chiron nechus  ♀
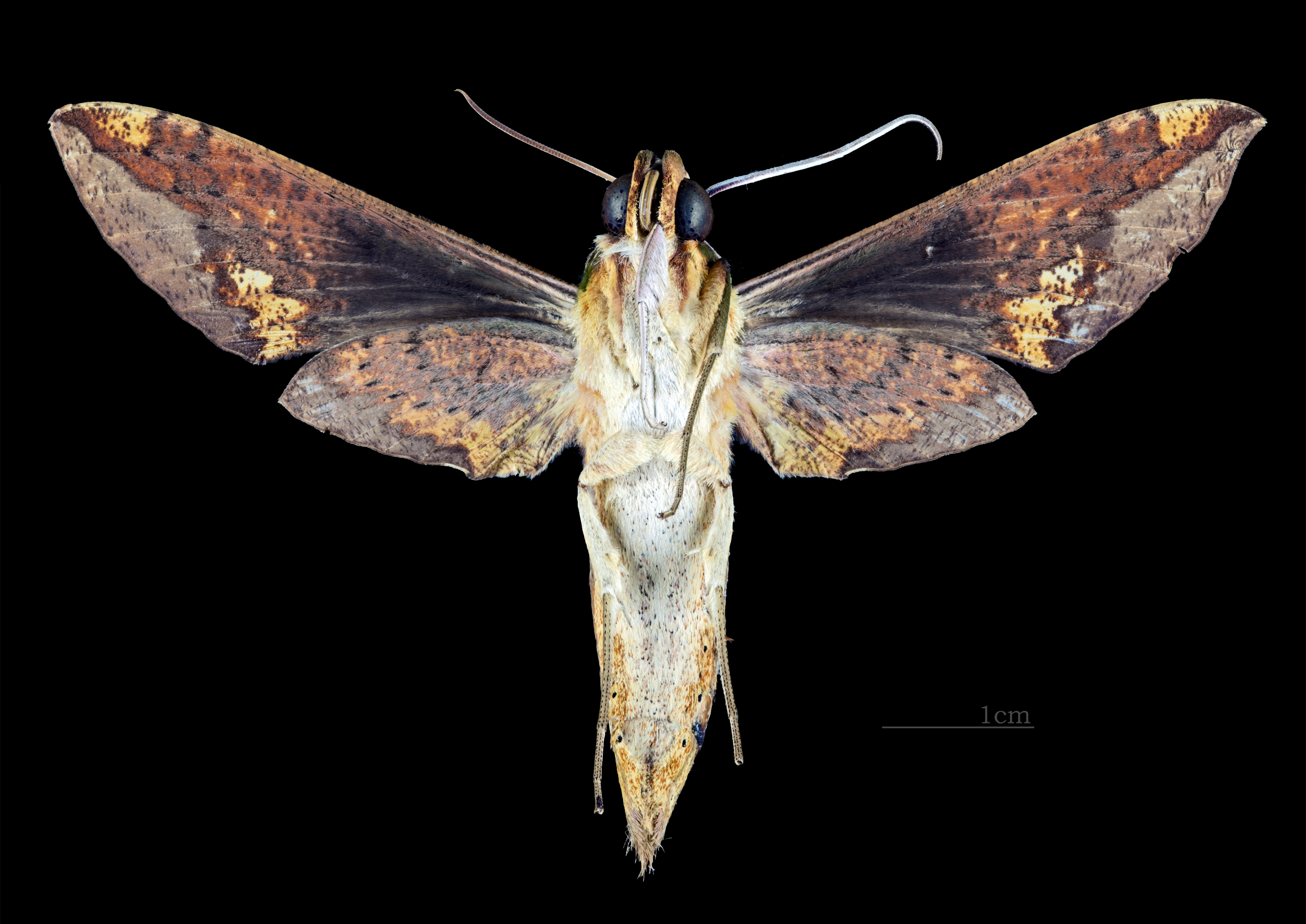
Xylophanes chiron nechus  ♀ △

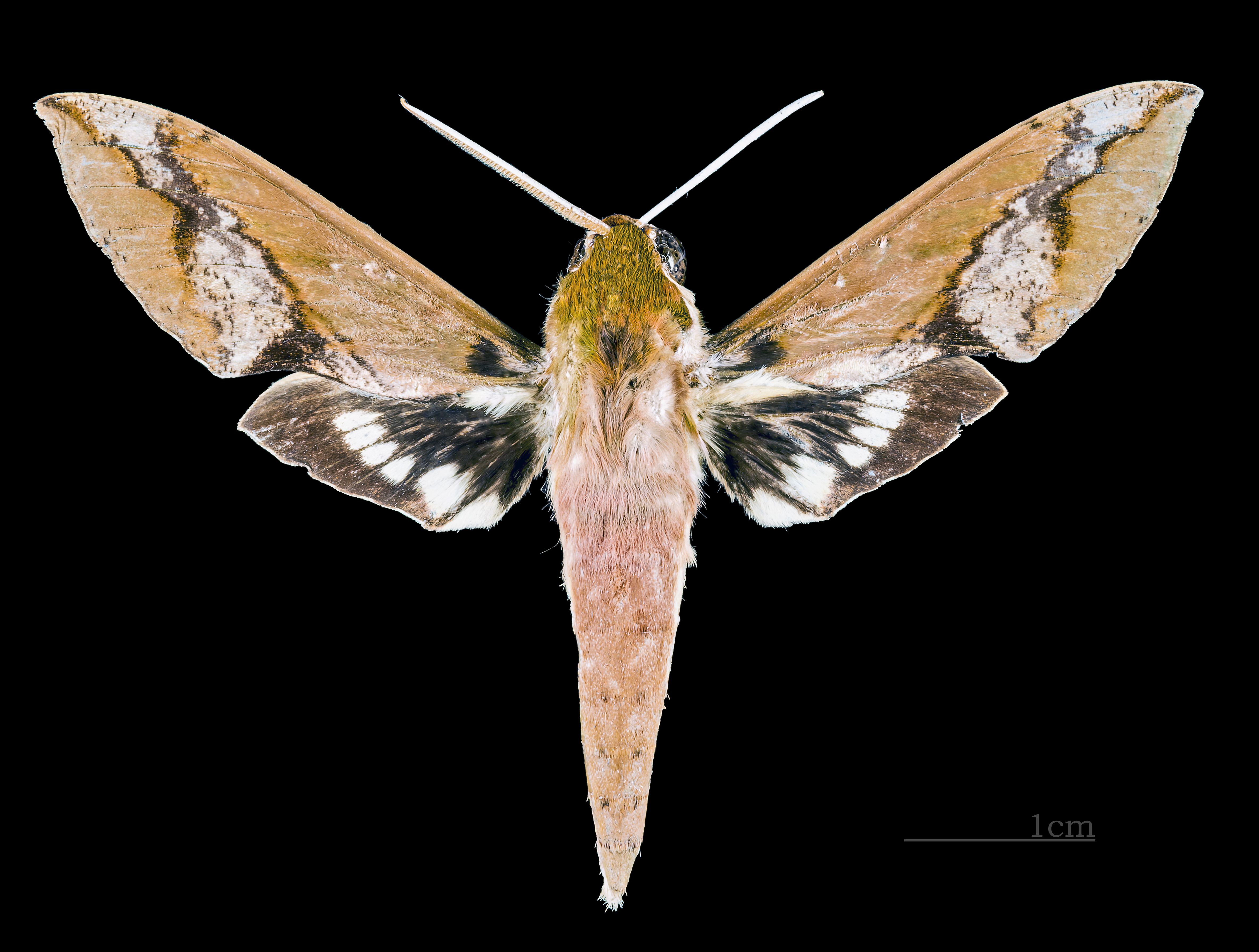
Xylophanes chiron cubanus ♂
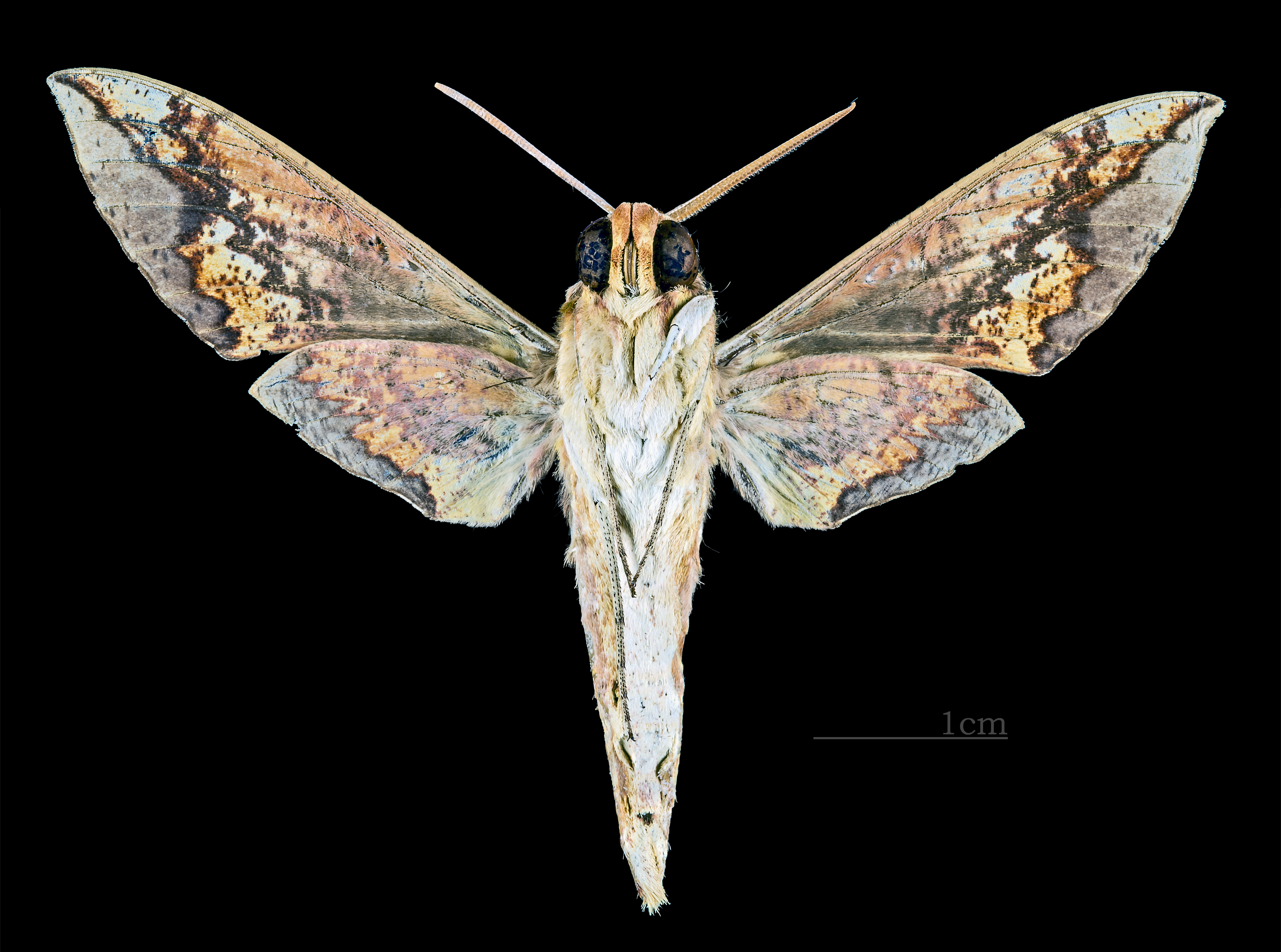
Xylophanes chiron cubanus ♂  △
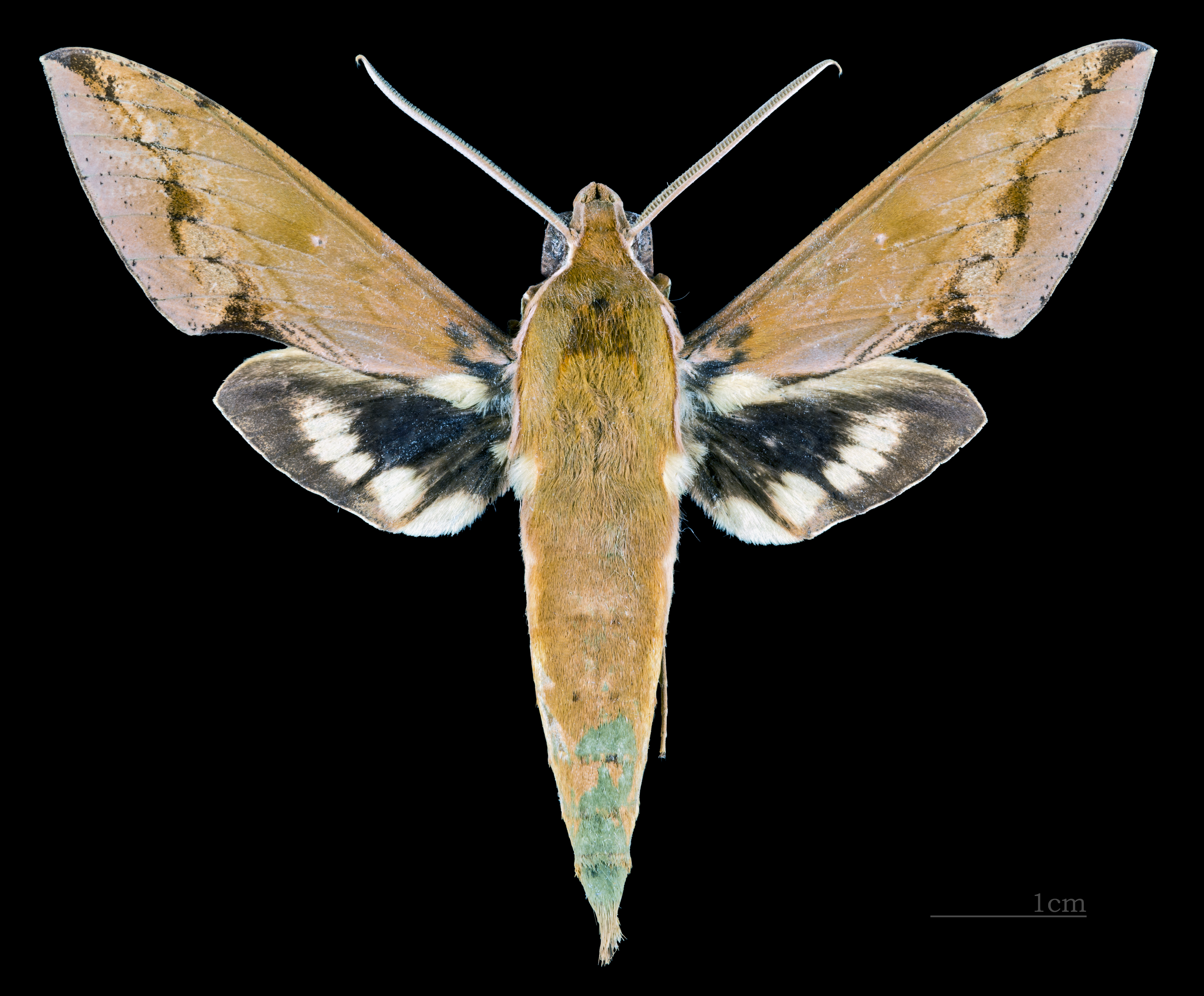
Xylophanes chiron lucianus ♂
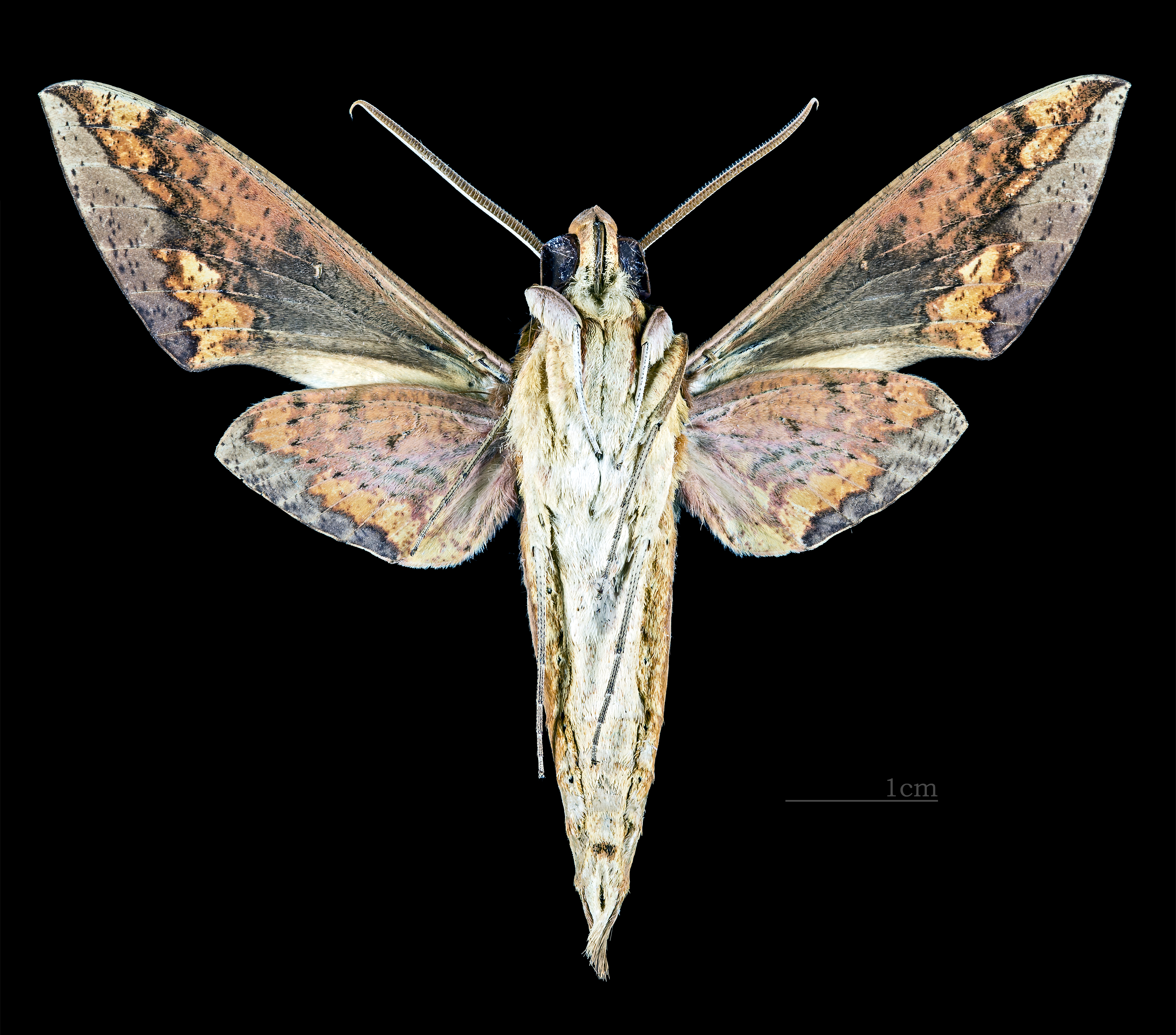
Xylophanes chiron lucianus ♂ △

## Hình ảnh

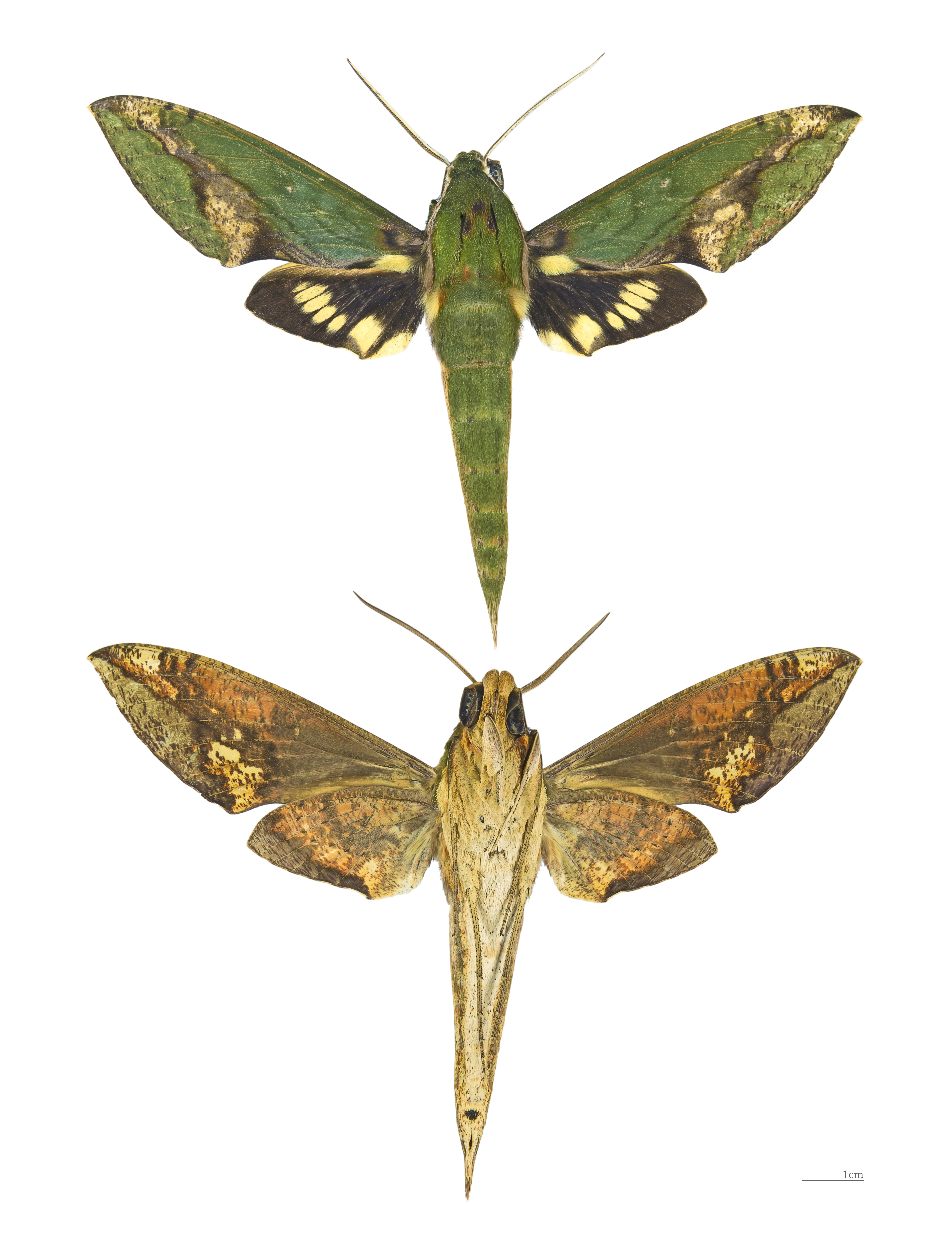
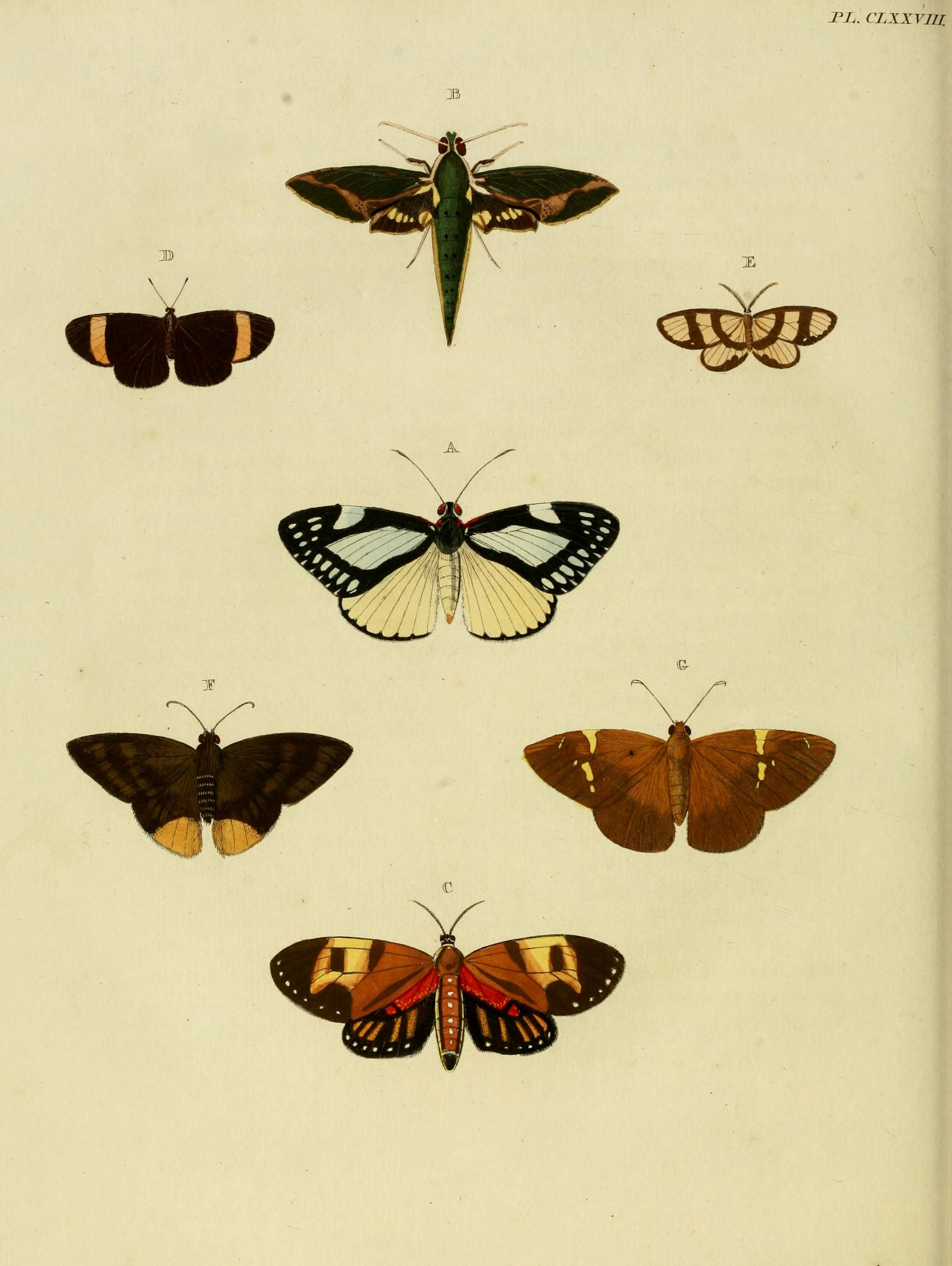
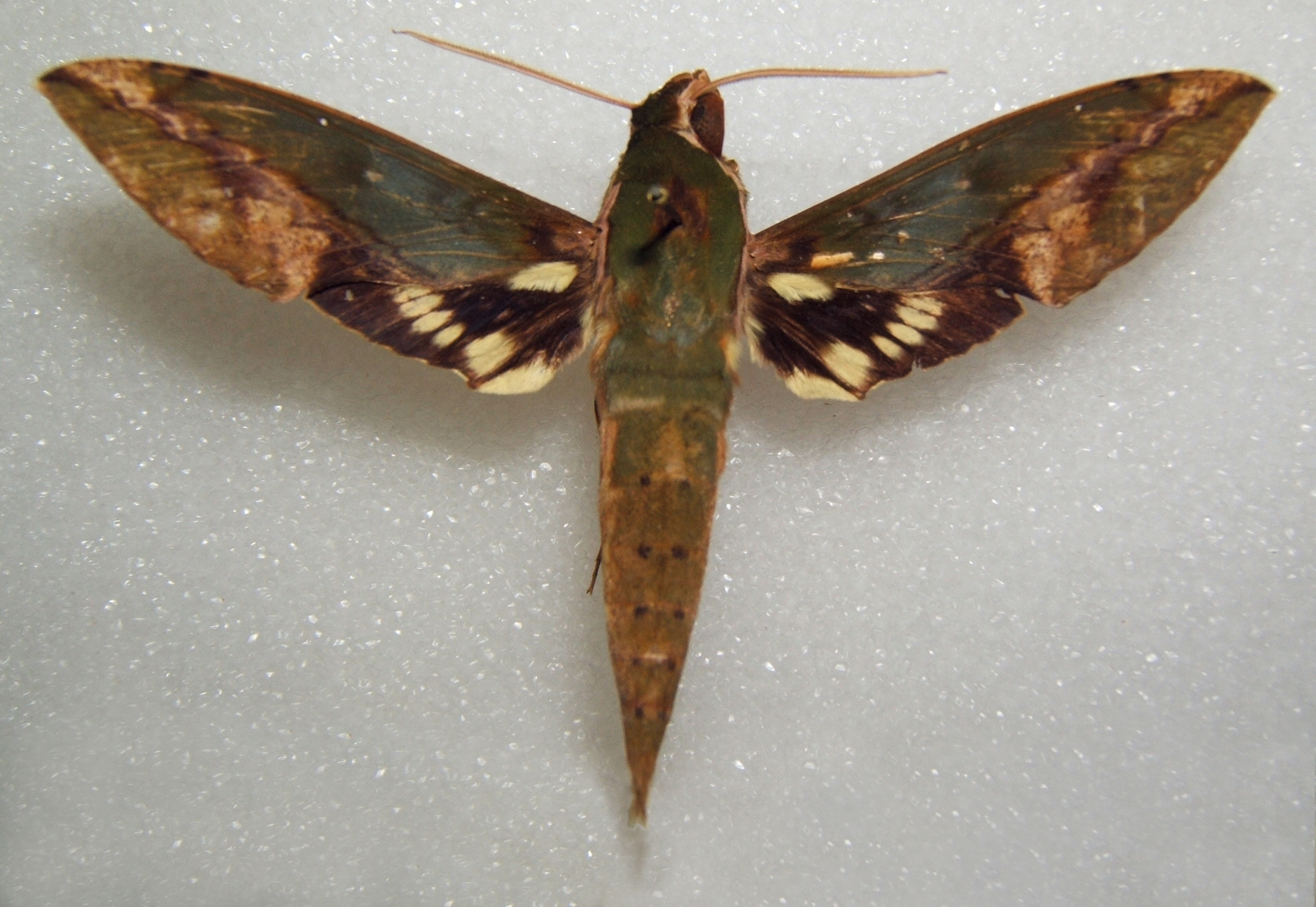
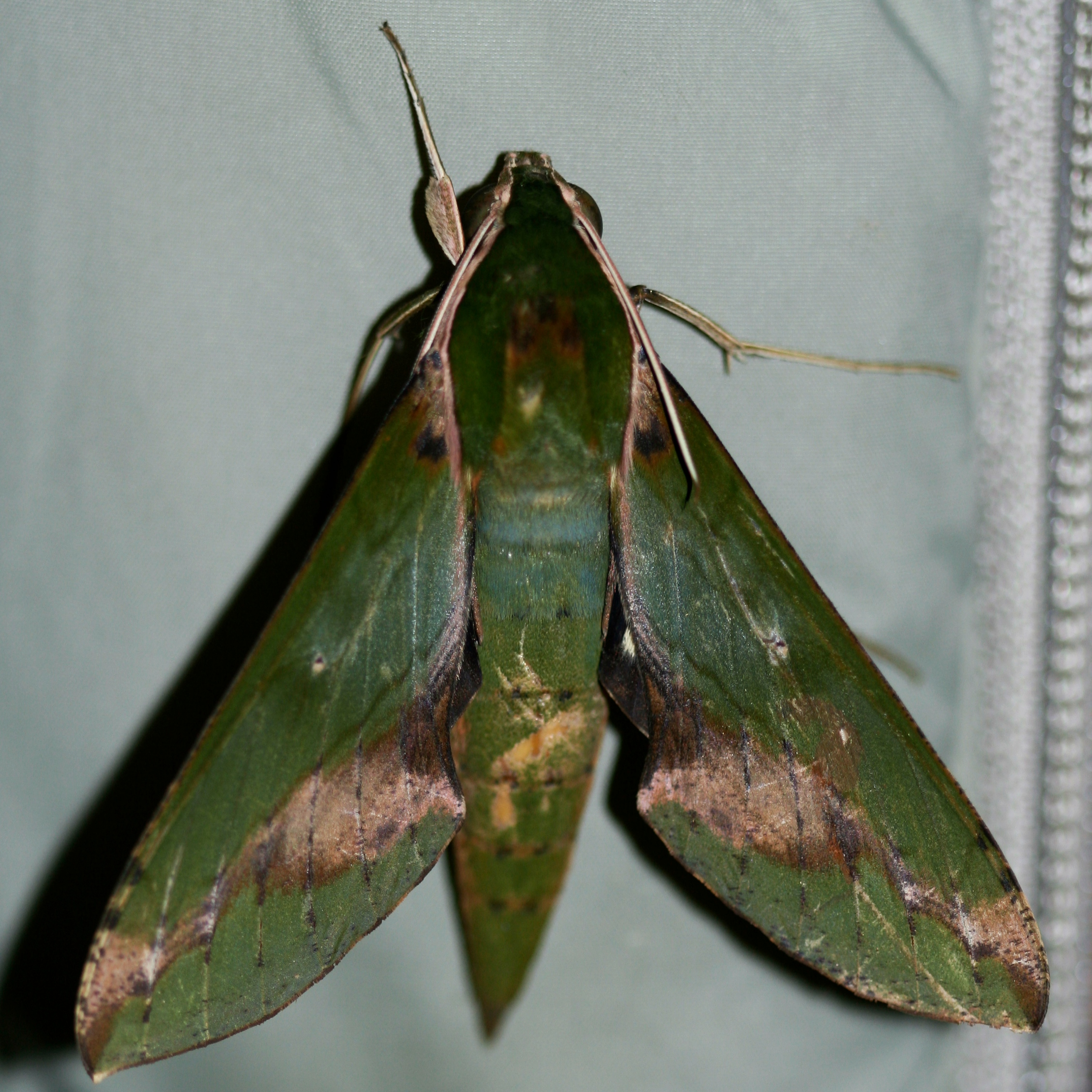